# 比林加內峰
比林加內峰（英語：Billingane Peaks）是南極洲的山峰，位於肯普地，處於錫冰原島峰東南面10公里，屬於漢森山脈的一部分，挪威製圖師根據該國拍攝的空中照片繪入地圖，現時由南極條約體系管理。